# Фара Джера д'Ада
Фа̀ра Джѐра д'А̀да (на италиански: Fara Gera d'Adda; на ломбардски: Fara, Фара) е градче и община в Северна Италия, провинция Бергамо, регион Ломбардия. Разположено е на 131 m надморска височина. Населението на общината е 8012 души (към 2017 г.).